# Эффективный спрос
Эффективный спрос (англ. effective demand) — это спрос на товар или услугу, который возникает на одном рынке, в ситуации, когда покупатели ограничены на другом рынке. Он контрастирует с потенциальным спросом (англ. notional demand), который возник бы, если бы покупатели не были ограничены ни на каком другом рынке. На совокупном рынке товаров и услуг спрос, потенциальный или эффективный, называется совокупным спросом. Концепция эффективного предложения аналогична концепции эффективного спроса. Концепция эффективного спроса или предложения является актуальной, когда рынки не поддерживают равновесные цены.

## Примеры эффектов перелива
Одним из примеров являются переливы с рынка труда на рынок товаров и услуг. Если на рынке труда отсутствует равновесие, и люди не могут поставить весь свой труд, который они хотят предложить, то количество труда, которое они фактически могут продать, будет влиять на их спрос на товары; спрос на товары, зависящий от ограничений на количество труда, является их эффективным спросом на товары. Если бы на рынке труда не было дисбаланса, отдельные лица одновременно выбирали бы и количество своего труда для продажи, и количество товаров для покупки, а их эффективный спрос на товары был бы равен их потенциальному спросу на них. В ситуации же дисбаланса на рынке труда эффективный спрос на товары будет меньше, чем потенциальный спрос на них.
И наоборот, если на рынке товаров наблюдается дефицит, люди могут предпочесть поставить меньше своего труда (и наслаждаться большим количеством свободного времени), чем это было бы, если бы на товарном рынке существовало равновесие. Количество труда, которое они выбирают для поставки, в зависимости от количества товаров, которые они могут купить, является эффективным предложением труда.
Другой пример связан с переливами с кредитных рынков на товарный рынок. Если существует кредитное нормирование, некоторые люди ограничены в сумме средств, которые они могут заимствовать для финансирования покупок товаров (в том числе потребительских товаров длительного пользования, в частности жилья), поэтому их эффективный спрос на товары, как функция этого ограничения, меньше, чем их потенциальный спрос на товары, который равен объёму, который они купили бы, если бы могли занять столько денег, сколько захотели.
Организации могут также предъявлять эффективный спрос, который отличается от их потенциального спроса. Для них также могут существовать кредитные ограничения, что приводит к тому, что их эффективный спрос на такие товары, как производственный капитал, отличается от их потенциального спроса. Кроме того, в период нехватки рабочей силы они ограничены в том, сколько рабочей силы они могут нанять; поэтому количество товаров, которые они фактически могут поставить — их эффективное предложение товаров — будет меньше, чем их потенциальная поставка. И если организации ограничены избыточным предложением на товарном рынке, что ограничивает количество товаров, которое они могут продать, то их эффективный спрос на рабочую силу будет меньше, чем их потенциальный спрос на рабочую силу.
Таким образом, неравновесность (наличие избыточного спроса или предложения) на одном рынке может влиять на эффективный спрос или предложение на другом рынке, то есть ограничения, налагаемые на участников первого рынка, влияют на их эффективный спрос или предложение на втором рынке.

## История
Согласно точке зрения Дж. М. Кейнса, классическая экономическая теория, восходящая к Давиду Рикардо, придерживалась закона Сэя, согласно которому «предложение рождает свой собственный спрос», то есть для каждого избыточного предложения (перенасыщения) товаров на одном рынке существует соответствующий избыточный спрос (дефицит) на другом. Классическая экономическая теория предполагает, что на макроэкономическом уровне избытки и нехватки взаимно компенсируются, то есть невозможно ни совокупное перенасыщение, ни совокупный дефицит. Оспаривая закон Сэя, Томас Мальтус, Жан Шарль Леонар де Сисмонди и другие экономисты XIX века утверждали, что «эффективный спрос» является основой стабильной экономики. В ответ на Великую депрессию XX века, в 1930-х годах Михал Калецки и Джон Мейнард Кейнс, поставив под сомнение закон Сэя, разработали теорию эффективного спроса.
Согласно кейнсианской теории, слабый спрос приводит к незапланированному накоплению запасов, что ведёт к сокращению производства и доходов, а также к росту безработицы. Это вызывает эффект мультипликатора, который приводит экономику к равновесию неполной занятости. Точно так же высокий спрос приводит к незапланированному сокращению запасов, что ведёт к увеличению производства, занятости и доходов. Если предприниматели считают такие тенденции устойчивыми, то инвестиции, как правило, увеличиваются, тем самым повышая эффективный уровень производства выше потенциального.
В 1960-х годах Роберт Клауэр и Аксель Лейонхуфвуд продолжили работу над теорией эффективного спроса, а в 1970-х годах Роберт Барро и Гершель Гроссман опубликовали хорошо известную модель побочных эффектов одного рынка, влияющих на эффективный спрос на другом рынке.